# Philipp von Hellingrath

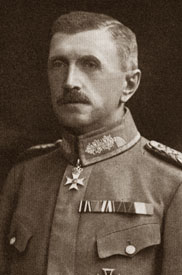
Philipp von Hellingrath

 Philipp von Hellingrath  (* 22. Februar 1862 in München; † 13. Dezember 1939 ebenda) war ein bayerischer General der Kavallerie sowie von 1916 bis 1918 Kriegsminister.

## Leben

### Familie
Philipp von Hellingrath war der Sohn des königlich-bayerischen Kammerherrn und Generalleutnants Friedrich von Hellingrath (1826–1896) und dessen Ehefrau Luise, geborene Freiin von Brand zu Neidstein (1837–1920). 1880 legte er die Abiturprüfung am Münchner Maximiliansgymnasium ab, unter anderem mit Hans Cornelius, dem späteren Philosophen. Seine beiden Brüder, Maximilian (1864–1948) und Fritz schlugen ebenfalls eine militärische Laufbahn ein. Der Hölderlinforscher Norbert von Hellingrath war sein Neffe.
Am 21. November 1896 heiratete von Hellingrath Mathilde Reisner Freiin von Lichtenstern (1877–1959). Aus der Ehe gingen der Sohn Karl Max und die Tochter Marie (1901–1988) hervor.

### Militärkarriere
Nach seiner Schulzeit meldete sich von Hellingrath am 4. August 1880 als Dreijährig-Freiwilliger beim 1. Schwere-Reiter-Regiment, wo er mit dem 26. Februar 1881 zum Portepéefähnrich befördert wurde. Am 23. November 1882 erfolgte die Beförderung zum Secondleutnant beim 2. Ulanen-Regiment. Zum 1. Oktober 1887 wurde er für drei Jahre an die Kriegsakademie kommandiert, die ihm die Qualifikation für die Höhere Adjutantur aussprach. Am 29. Januar 1892 zum Hofkavalier des Herzogs Karl Theodor in Bayern berufen, wurde er am 24. April zum Premierleutnant befördert; am 15. Dezember 1892 wurde er der Hofstellung wieder enthoben. Ab dem 18. Oktober 1893 war er Adjutant der 4. Kavallerie-Brigade.
Nach Beförderung zum Rittmeister (20. November 1897) wurde er am 29. September 1899 zum Eskadronchef im 1. Chevaulegers-Regiment ernannt. Am 8. Juni 1902 wurde zum Generalstab der 3. Division versetzt, wo er am 9. März 1903 zum Major befördert wurde. Im Jahre 1905 wurde er zur Zentralstelle des Generalstabes, ein halbes Jahr später zum Generalstab des II. Armee-Korps beordert. Am 25. Januar 1907 erfolgte die Beförderung zum Oberst. Am 4. Dezember 1909 wurde ihm das Kommando über die 3. Kavallerie-Brigade übertragen. Zum 7. März 1912 erfolgte die Beförderung zum Generalmajor.

#### Erster Weltkrieg
Am 1. August 1914 wurde er zum Inspekteur der Etappeninspektion der 6. Armee ernannt. Nach Beförderung zum Generalleutnant am 10. September wurde er am 5. November 1914 als Vertreter des Bayerischen Militärischen Bevollmächtigten in das Große Hauptquartier entsandt. Mit dem 6. März 1915 folgte seine Ernennung zum Kommandeur der Kavallerie-Division. Als solcher erwies er sich als einer der fähigsten Kavallerieführer des Ersten Weltkriegs. Im Zuge des Angriffs auf Schaulen Ende April 1915 stieß er mit seiner Division ostwärts der Straße Tilsit - Schaulen hinter den ausweichenden Russen her und verfolgte sie bis gegen Janischki hinaus. Für den 27. April 1915 erhielt er das Ritterkreuz des Militär-Max-Joseph-Ordens „wegen außerordentlich kühner, energischer und von durchschlagenden Erfolgen gekrönter Führertätigkeit in den Kämpfen der Kavallerie-Division im Frühjahr und Sommer 1915“. Anfang Mai 1915 führte er die Division nach Südosten und griff unverzüglich überlegene russische Kavalleriekräfte an, die von Kowno und Dünaburg herangeworfen wurden. Zeitweise von drei Seiten bedroht kämpfte er sich mit seinen Reitern zur Bahnlinie Wilna–Schaulen durch, sprengte die Gleise und kehrte bis 11. Mai 1915 wieder über die Dubysa bei Kielmy zurück. Die nächsten zwei Monate wehrte er die immer wieder nach Westen vorstoßenden russischen Streifabteilungen vor seinem breiten Abschnitt ab. Während der Schlacht am Narotsch-See (18. bis 30. April 1916) ging er mit seiner Division hinter der Komaika zwischen Mazischki und Swirki-See in Stellung und konnte sich in den wenigen Gefechten bei den am Ostufer des Flusses eingesetzten Vorposten behaupten. Im Juli 1916 wurde die Kavallerie-Division am Stochod zwischen Toboly und Sedlischtsche eingesetzt. Hier bewies von Hellingrath besonders im August und September 1916 Nervenstärke und Standfestigkeit. Er wehrte in der Zeit die äußerst schweren Angriffe weit überlegener russischer Verbände aller Waffen ab. Am 18. August 1916 wurde er hierfür mit dem Kommandeurkreuz des Militär-Max-Joseph-Ordens ausgezeichnet, „weil er in der Schlacht am Stochod als Kommandeur der bayerischen Kavalleriedivision durch außergewöhnliche Umsicht und Kühnheit in seinen Anordnungen, durch vorbildliche Verantwortungsfreudigkeit und unbeugsamen Willen zum Sieg dem russischen Ansturm Einhalt gebot“. Ab dem 11. Dezember 1916 war er als Staatsrat im Ordentlichen Dienst des Kriegsministeriums sowie als Bevollmächtigter zum Bundesrat des Deutschen Reichs tätig. Im Februar 1918 zeichnete ihn Wilhelm II. mit dem Stern zum Roten Adlerorden II. Klasse mit der Krone und Schwertern aus. Am 28. Mai 1918 beförderte ihn der letzte bayrische König noch zum General der Kavallerie.
Mit dem 25. November 1918 wurde er zur Disposition gestellt und war bis zu seinem Tod in München ansässig.